# Asa Akira
Asa Akira (sinh ngày 3 tháng 1 năm 1986) là một nữ diễn viên và đạo diễn phim khiêu dâm người Mỹ. Akira đã xuất hiện trong 505 phim khiêu dâm cho đến tháng 5 năm 2016. Năm 2013, cô trở thành người châu Á thứ hai giành được Giải nghệ sĩ của năm của Giải thưởng AVN.

## Cuộc sống ban đầu
Akira sinh ra ở Manhattan, New York, là con gái duy nhất của cặp vợ chồng nhập cư từ Nhật Bản. Cô sống ở SoHo và chuyển đến Tokyo lúc 9 tuổi khi cha cô một nhiếp ảnh gia chân dung chuyển đến đó để làm việc. Cô trở về Hoa Kỳ năm 13 tuổi và chuyển đến Khu thương mại Brooklyn và sau đó là Clinton Hill. Trong một cuộc phỏng vấn năm 2014, cô mô tả thời thơ ấu của mình là "hoàn toàn bình thường". Gia đình cô nói tiếng Nhật ở nhà và từng "giữ sức khỏe" bằng tránh đồ ăn vặt. Khi ở độ tuổi thiếu niên, Akira làm việc tại cửa hàng sách thiếu nhi Books of Wonder với công việc là nhân viên thu ngân.
Akira giành được học bổng để theo học trường quốc tế Liên Hợp Quốc ở Manhattan vì ông của cô là một nhà ngoại giao Nhật Bản trong 45 năm. Cô không được mời trở lại vào năm thứ hai do điểm kém, vì vậy cô đã đăng ký vào trường trung học Washington Irving ở Gramercy Park. Cô chuyển đến City-As-School vào năm cuối cấp.

## Sự nghiệp

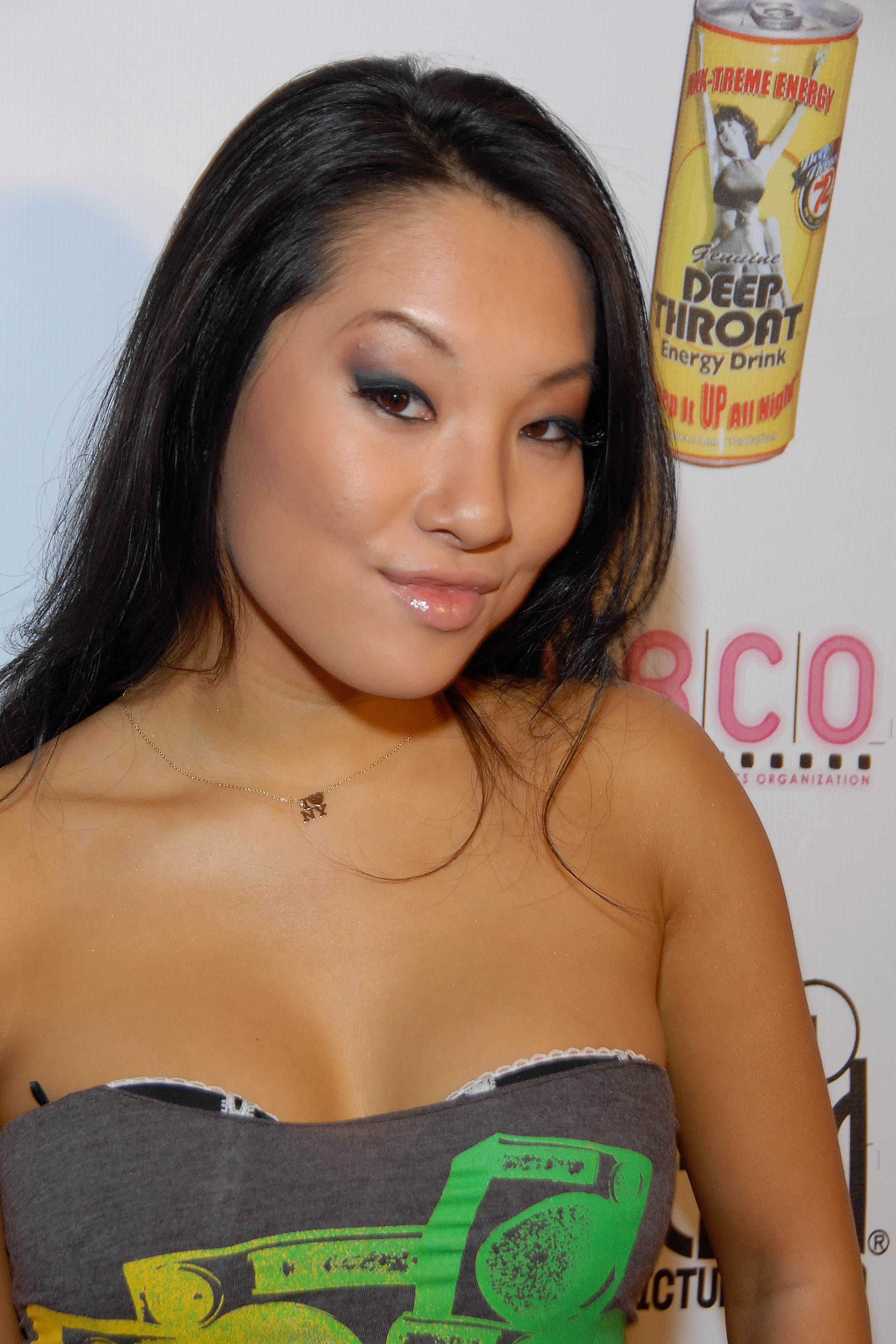
Akira vào năm 2009

Akira bắt đầu làm việc như một dominatrix khi cô 19 tuổi. Sau đó, cô làm công việc của một vũ nữ thoát y tại Câu lạc bộ Hustler ở New York. Vào năm 2006-2007, cô thường xuyên tham gia chương trình radio Bubba the Love Sponge và được biết đến với cái tên "Show Whore". Cô đã gặp nữ diễn viên khiêu dâm Gina Lynn trong chương trình và cô đề nghị làm việc khiêu dâm. Cảnh nam-nữ đầu tiên của cô là với Travis Knight cho Gina Lynn Productions, sau khi đã thực hiện một số cảnh nữ-nữ, chủ yếu là với Lynn. Sau đó, cô đã ký hợp đồng với Vouyer Media trước khi trở thành một freelancer sáu tháng sau. Asa là tên đầu tiên thực sự của cô, có nghĩa là "sáng" trong tiếng Nhật, và tên cuối cùng trong nghệ danh của cô được lấy từ phim anime Akira.
Akira đã nhận được một số đề cử giải thưởng cho vai diễn trong bộ phim năm 2009 của David Aaron Clark, Pure, trong đó cô đóng vai một nhân viên điện thoại tại một ngục tối tình dục, người có quan hệ tình cảm với chồng của nữ hiệu trưởng.
Akira đồng tham dự Giải thưởng AVN thường niên lần thứ 30 cùng với nữ diễn viên khiêu dâm Jesse Jane và diễn viên hài April Macie. Cô đã giành Giải thưởng Nữ diễn viên AVN của năm vào đêm đó. Cô cũng là người đoạt giải được chú ý nhiều nhất trong buổi lễ đó.
Vào năm 2013, cô đã tham gia Gangbanged 6 của Elegant Angel.
Vào ngày 9 tháng 10 năm 2013, Akira tuyên bố rằng cô đã ký hợp đồng biểu diễn độc quyền với Wicky Pictures. Bộ phim đầu tay của cô với tư cách là người tham gia hợp đồng cho công ty Asa Is Wicked.

### Vai diễn chính
Akira đã đóng vai diễn khách mời trong bộ phim Starlet.
Vào tháng 1 năm 2014, Akira, Dana DeArmond, Chanel Preston và Jessie Andrew đã được giới thiệu trong một bài viết của Cosmopolitan có tiêu đề "4 ngôi sao khiêu dâm về cách họ giữ dáng." Bài báo được lấy cảm hứng từ bình luận của nữ diễn viên Gabrielle Union trong chương trình trò chuyện của Conan O'Brien về việc phấn đấu theo thói quen tập thể dục của các ngôi sao khiêu dâm mà cô nhìn thấy tại phòng tập của mình.
Vào tháng 2 năm 2014, Akira là khách mời trong chương trình radio Loveline của Tiến sĩ Drew Pinsky.
Vào tháng 11 năm 2014, Akira là khách mời trong chương trình The Eric Andre Show.
Năm 2017, Akira xuất hiện trong một phân đoạn live-action trong tập "Emmy-Winning Episode" của Family Guy.

### Hoạt động khác
Năm 2011, Complex xếp hạng Akira đứng thứ tư trong danh sách "100 ngôi sao khiêu dâm nóng bỏng nhất hiện nay" và ở vị trí thứ sáu trong danh sách "50 ngôi sao khiêu dâm châu Á nóng bỏng nhất mọi thời đại" của họ. Vào 2013, LA Weekly xếp cô đứng thứ ba trong danh sách "10 ngôi sao khiêu dâm sáng tạo có thể trở thành Sasha Grey tiếp theo". Cô cũng được xếp vào danh sách "The Dirty Dozen" hàng năm của CNBC, trang web xếp hạng các ngôi sao nổi tiếng và thành công nhất trong ngành công nghiệp người lớn năm 2012, 2013, và 2014.
Năm 2013, Akira và nghệ sĩ David Choe đã bắt đầu một podcast với các tập phim dài 90 phút có tên DVDASA. Nó nhắm đến đối tượng người trưởng thành trẻ tuổi, với mục tiêu là giúp thanh thiếu niên giải quyết các vấn đề liên quan đến tình dục, sự nghiệp, các mối quan hệ, v.v.
Vào tháng 6 năm 2014, Akira đã xuất hiện trên một video YouTube với vlogger Caspar Lee.
Akira đã viết một cuốn hồi ký có tựa đề Insatiable: Porn Sex A Love Story được phát hành vào tháng 5 năm 2014 bởi Grove Press. Vào tháng 7 năm 2015, cô đã ký hợp đồng với Cleis Press để xuất bản cuốn sách thứ hai của mình, có tựa đề Dirty Thenty: A Memoir, một bộ sưu tập các tiểu luận, được phát hành vào mùa thu năm 2016.
Vào năm 2015, Akira đã thay thế Belle Knox làm người dẫn chương trình The Sex Factor, một chương trình thực tế sắp tới với việc tám người đàn ông và tám phụ nữ cạnh tranh để giành giải thưởng 1 triệu đô la và hợp đồng khiêu dâm ba năm.
Vào ngày 6 tháng 4 năm 2015, The Hundreds bắt đầu phát hành các tập cho loạt phim có tựa đề Hobbies with Asa Akira, trong đó Akira thử các hoạt động khác nhau như xăm mình, đấm bốc, nhồi thú và điêu khắc trên băng.

## Cuộc sống cá nhân
Akira nói rằng cô bị hấp dẫn tình dục với cả đàn ông và "những cô gái trông giống con trai". Cô không thích bị gọi là Song tính luyến ái, tuyên bố nghiêng về dị tính nhưng vẫn không chắc chắn. Cô từng đính hôn với nam diễn viên khiêu dâm Rocco Reed. Vào tháng 12 năm 2012, cô kết hôn với nam diễn viên khiêu dâm và đạo diễn Toni Ribas. Cô nói rằng ngoài công việc trên màn hình, mối quan hệ của họ là một vợ một chồng. Akira đã ly dị Ribas vào năm 2017, và kể từ khi kết hôn với Sean Moroney, người cô đang mang thai đứa con đầu lòng.
Akira tuyên bố mình là một nhà nữ quyền.

## Ấn phẩm
- Akira, Asa (2014). Insatiable: Porn A Love Story. Grove Press. ISBN 0802122590.
- Akira, Asa (2016). Dirty Thirty: A Memoir. Cleis Press. ISBN 1627781641.
- Akira, Asa, biên tập (2017). Asarotica. Cleis Press. ISBN 1627782265.

## Giải thưởng và đề cử

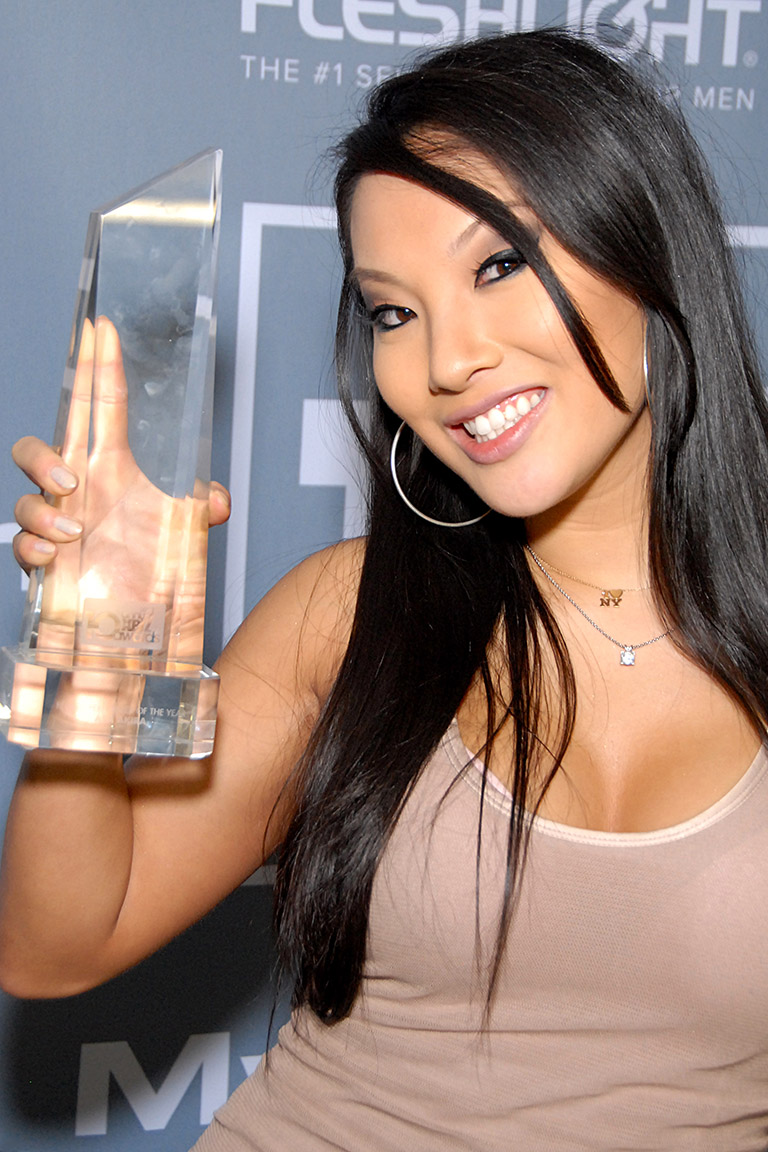
Akira giữ Giải thưởng XBIZ năm 2012 giải Nữ nghệ sĩ của năm tại hậu trường lễ trao giải.

| Năm  | Giải thưởng      | Thể loại | Công việc                                         |
| ---- | ---------------- | --- | ------------------------------------------------- |
| 2011 | AVN Award        | Best All-Girl Three-Way Sex Scene (với Alexis Texas & Kristina Rose)                                                 | Buttwoman vs. Slutwoman                           |
| 2011 | AVN Award        | Best Anal Sex Scene (với Manuel Ferrara)                                                                             | Asa Akira Is Insatiable                           |
| 2011 | AVN Award        | Best Double Penetration Sex Scene (với Toni Ribas & Erik Everhard)                                                   | Asa Akira Is Insatiable                           |
| 2011 | AVN Award        | Best Three-Way Sex Scene (G/B/B) (với Prince Yahshua & Jon Jon)                                                      | Asa Akira Is Insatiable                           |
| 2011 | Urban X Award    | Best Couple Sex Scene (với Mr. Pete)                                                                                 | Vajazzled                                         |
| 2011 | Urban X Award    | Porn Star of the Year                                                                                                | —                                                 |
| 2012 | AVN Award        | Best Anal Sex Scene (với Nacho Vidal)                                                                                | Asa Akira Is Insatiable 2                         |
| 2012 | AVN Award        | Best Double-Penetration Scene (với Mick Blue & Toni Ribas)                                                           | Asa Akira Is Insatiable 2                         |
| 2012 | AVN Award        | Best Group Sex Scene (với Erik Everhard, Toni Ribas, Danny Mountain, Jon Jon, Broc Adams, Ramón Nomar & John Strong) | Asa Akira Is Insatiable 2                         |
| 2012 | AVN Award        | Best Tease Performance                                                                                               | Asa Akira Is Insatiable 2                         |
| 2012 | AVN Award        | Best Three-Way Sex Scene, Boy/Boy/Girl (với Mick Blue & Toni Ribas)                                                  | Asa Akira Is Insatiable 2                         |
| 2012 | AVN Award        | Best Solo Sex Scene                                                                                                  | Superstar Showdown 2: Asa Akira vs. Kristina Rose |
| 2012 | NightMoves Award | Best Ass (Editor's Choice)                                                                                           | —                                                 |
| 2012 | XBIZ Award       | Female Performer of the Year                                                                                         | —                                                 |
| 2012 | XRCO Award       | Female Performer of the Year                                                                                         | —                                                 |
| 2012 | XRCO Award       | Superslut | —                                                 |
| 2013 | AVN Award        | Best Double-Penetration Sex Scene (với Ramón Nomar & Mick Blue)                                                      | Asa Akira Is Insatiable 3                         |
| 2013 | AVN Award        | Best Group Sex Scene (với Erik Everhard, Ramón Nomar & Mick Blue)                                                    | Asa Akira Is Insatiable 3                         |
| 2013 | AVN Award        | Best Three-Way Sex Scene (Girl/Girl/Boy) (với Brooklyn Lee & James Deen)                                             | Asa Akira Is Insatiable 3                         |
| 2013 | AVN Award        | Best POV Sex Scene (với Jules Jordan)                                                                                | Asa Akira to the Limit                            |
| 2013 | AVN Award        | Female Performer of the Year                                                                                         | —                                                 |
| 2013 | XRCO Award       | Female Performer of the Year                                                                                         | —                                                 |
| 2013 | NightMoves Award | Best Ethnic Performer (Fan's Choice)                                                                                 | —                                                 |
| 2014 | AVN Award        | Best Porn Star Website (với JoannaAngel.com)                                                                         | AsaAkira.com                                      |
| 2014 | NightMoves Award | Best Body (Editor’s Choice)                                                                                          | —                                                 |
| 2015 | XRCO Award       | Mainstream Adult Media Favorite                                                                                      | —                                                 |
| 2017 | XBIZ Award       | Best Supporting Actress                                                                                              | DNA                                               |
| 2018 | XBIZ Award       | Best Actress — Couples-Themed Release                                                                                | The Blonde Dahlia                                 |

## Liên kết
- Website chính thức
- Asa Akira trên IMDb
- Heffner, Alexander; Akira, Asa (ngày 21 tháng 10 năm 2016). "Sexuality as Free Expression". The Open Mind, Thirteen. Truy cập ngày 26 tháng 12 năm 2018.